# Enyere
Enyere a Sümegtől nyugatra helyezkedő területeken fekvő település volt, amely azóta teljesen elnéptelenedett. Pontos helye nem ismert, csak írásos források állnak rendelkezésre a településsel kapcsolatban.

## Története
Enyere első említése 1256-ból való. A 13. század második felében már jelentős településként említették, amely határos volt Szentgróttal, Óhíddal és Sümeggel, a helyi birtokosok földje a Marcal folyóig elnyúlt. 
1336-1339 között pálos kolostor épült a településen, melyet az Enyerei család alapított. A kolostor későbbi kegyura a Kanizsai család lett. Később a 16. században (1543 körül) elnéptelenedett. A falu melletti szőlőhegyen ma már csak a hagyomány őrzi helyét (Barátok dűlő) és emlékét. 
1356-ban már a falu két részre való tagozódása ismeretes, ekkor alakult ki Enyere és Töttösenyere településrész, amelyhez később Pogányenyere községrész kapcsolódott. A községrészek lényegében önálló településként működtek tovább. A 16. század során a település lakossága nagymértékben csökkent, ám egészen a 19. századig éltek itt. A település utolsó említése 1828-ból való, ma egy Óhíd határában lévő dűlő viseli a nevét.